# Temple Omeonu
Temple Kelechi Omeonu (ur. 13 października 1982 w Yole) – nigeryjski piłkarz występujący na pozycji napastnika. 
Jest wychowankiem Enugu Rangers, z którego w 2004 roku trafił do Polski, gdzie najpierw reprezentował barwy Wisły Kraków, a następnie GKS-u Bełchatów. W 2006 roku wyjechał do Szwecji, gdzie grał w takich klubach, jak Husqvarna FF, Karlskrona AIF i FC Rosengård.

## Sukcesy
Wisła Kraków
- Ekstraklasa: 1

2004/05